# Supagroup
Supagroup es una banda de Hard Rock estadounidense proveniente de Nueva Orleans, Louisiana, Estados Unidos. Su alineación consiste en el vocalista y guitarrista Chris Lee, el guitarrista Benji Lee, el bajista Brewer Brian Broussard y el baterista Leon Touzet. Chris Lee está casado con la exbajista de White Zombie Sean Yseult.

## Carrera
Supagroup fue formado a mediados de los noventa por los hermanos Chris Lee y Benji Lee. Han sido teloneros de bandas reconocidas como Vince Neil de Mötley Crüe, Queens of the Stone Age, Supersuckers, Fu Manchu, Drive-By Truckers y Alice Cooper, entre otros. En el 2004, Supagroup recibió una ovación de parte de Alice Cooper, refiriéndose a las presentaciones del grupo como algo que no se veía desde que Guns N' Roses abría sus shows. La banda suele llamar a sus seguidores como Supagroupies (juego de palabras utilizando la expresión "Groupie").
Su primer trabajo discográfico, Planet Rock,  fue producido por su propia disquera, "Prison Planet", y fue seguido de un álbum en vivo. En 2001, Rock and Roll Tried to Ruin My Life, producido por Jack Endino, fue lanzado en cantidades limitadas. En el 2004 lanzaron su álbum homónimo, producido por Benji Lee y Trina Shoemaker. En 2007 lanzaron Fire for Hire, conteniendo algunas canciones inspiradas en los eventos ocurridos alrededor del desastre del Huracán Katrina.

## Discografía
- Planet Rock (1996, Prison Planet Records)
- We Came to Rock You: Live at the Mermaid Lounge (1999, Prison Planet Records)
- Rock and Roll Tried to Ruin My Life (2001, Prison Planet Records)
- Supagroup (2003, Foodchain Recoreds)
- Rules (2005, Foodchain)
- Fire for Hire (2007, Merovingian/Foodchain)
- Hail! Hail! (2011)